# Miłowonka trójlistkowa

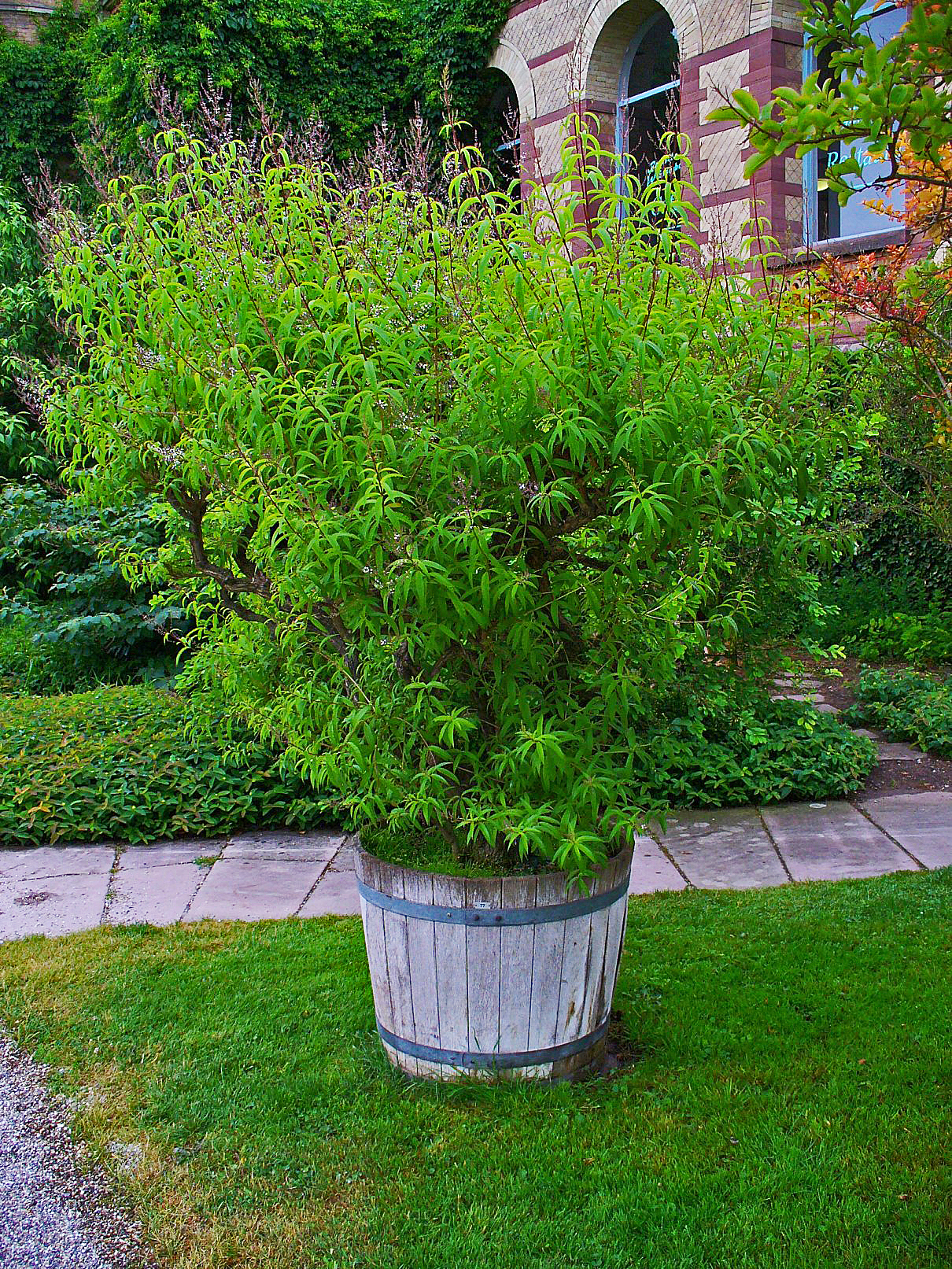
Miłowonka w uprawie doniczkowej

Miłowonka trójlistkowa (Aloysia citrodora) – gatunek krzewu z rodziny werbenowatych. Pochodzi z Ameryki Południowej – z  północnej Argentyny, Paragwaju i Boliwii, rozprzestrzeniony został w innych krajach Ameryki Południowej i Środkowej, rośnie też jako dziczejący w zachodniej i południowej Europie.
Gatunek ten uprawiany jest jako ozdobny, popularny jest zwłaszcza jako roślina doniczkowa w Stanach Zjednoczonych. Wykorzystywany jest do aromatyzowania likierów, sporządzania aromatycznych mieszanek ziołowych (potpourri), w przemyśle perfumeryjnym (surowcem jest otrzymywany z tej rośliny olejek werbenowy).

## Morfologia
PokrójLiściasty wieloletni krzew, dorastający do wysokości od 3 do 7 metrów.
LiścieWąskie, jasnozielone liście, ogruczolone, wydzielające silny zapach.
KwiatyDrobne, bladofioletowe lub białe, w gęstych, szczytowych kwiatostanach

## Zastosowanie
- Roślina lecznicza.
  - Składniki: wytwarza olejek eteryczny zawierający cytral, carvon, nerol, dipenten, limonen, citroncol, geraniol, alfa- i beta-pinen, cyneol, linalol i inne substancje bioaktywne.[potrzebny przypis]
  - Działanie: podobnie jak werbena, pomaga w stanach wyczerpania organizmu, ale dodatkowo działa rozkurczowo i przeciwzapalnie. Ma też działanie ściągające, tonizujące, wiatropędne, wspomagające trawienie, przeciwutleniające, przeciwzapalne. Ma działanie relaksujące, uspokajające, antydepresyjne – wzmacnia układ nerwowy i uspokaja psychikę, dając poczucie odprężenia przez redukcję depresji i stresu. Harmonizuje funkcje serca, stymuluje aktywność macicy, wzmacnia laktację, wspomaga funkcje płuc, żołądka, trawienie oraz przyjemnie odświeża oddech. Znakomita przy wzdęciach, skurczach żołądkowych i jelitowych. Ma uspokajający wpływ na centralny system nerwowy, łagodzi migreny, depresje, nerwobóle, mdłości, częstoskurcz, pomaga regenerować i osłaniać komórki. Ma działanie przeciwgrzybicze, antywirusowe, antybakteryjne. Zawarty w miłowonce cyneol ogranicza namnażanie wirusów grypy, drożdżaków z gatunku Candida albicans, bakterii Escherichia coli, zaś geraniol pomaga w walce z pasożytami.[potrzebny przypis]
- Ze względu na swój cytrynowy aromat używana jest do przygotowania orzeźwiających herbatek[6], a także do poprawy aromatu i smaku potraw, np. z ryb, drobiu, marynat z warzyw, dressingów do sałatek, dżemów, napojów i sorbetów.
- Suszone liście sprawdzają się w mieszankach zapachowych potpourri[6].
- W krajach śródziemnomorskich, polecana do ogrodów i alej, jako odstraszająca owady.

## Uprawa
Roślina preferuje glebę gliniastą, pełne słońce oraz dużo wody i światła. Jest wrażliwa na zimno – obumiera w temperaturze poniżej 0 °C. Jednak przycięta i dobrze ochroniona np. słomą odrodzi się na wiosnę.